# Parma Calcio 2022
Parma Calcio 2022 (wł. Parma Calcio 2022) – włoski klub piłki nożnej kobiet, mający siedzibę w mieście Parma, na północy kraju, grający od sezonu 2022/23 w rozgrywkach Serie A. Jest sekcją piłki nożnej kobiet w klubie Parma Calcio 1913.

## Historia
Chronologia nazw:
- 2022: Parma Calcio 2022

Sekcja piłki nożnej kobiet Parma Calcio 2022 została założona w Parmie 10 czerwca 2022 roku po otrzymaniu od Empoli Ladies FBC tytułu sportowego.
W mieście już w 2015 roku, w roku reaktywacji męskiego zespołu po bankructwie klubu, powstała również drużyna kobieca, która od razu została wpisana do Serie C jako Parma Calcio 1913, a od następnego roku pod nazwą Academy Parma Calcio. Po spadku w 2017 roku, w 2018 roku drużyna uzyskała awans do Serie C, ale pozostała tam tylko przez sezon 2019/20, który zakończył się przedwcześnie z powodu wybuchu pandemii COVID-19. Po odwołaniu kolejnego sezonu, który rozpoczął się, ale bardzo szybko został zawieszony, a potem przerwany, zespół z Parmy wznawia działalność w sezonie 2021/22, w którym uzyskał kolejny awans do Serie C. 
Jednak w czerwcu 2022 roku prezydent Kyle Krause (który kupił męski klub w 2020) oficjalnie ogłasza zakup akcji Empoli Ladies FBC od Empoli FC, zmieniając jego nazwę i tożsamość. Tak narodziła się Parma Calcio 2022. W sezonie 2022/23 klub debiutował w Serie A.

## Barwy klubowe, strój
|  |  |

Klub ma barwy żółto-niebieskie. Zawodnicy domowe spotkania zazwyczaj grają w białych koszulkach z czarnym krzyżem na piersi, czarnych spodenkach oraz czarnych getrach.

## Sukcesy

### Trofea międzynarodowe
Nie uczestniczył w rozgrywkach międzynarodowych (stan na 31-05-2022).

### Trofea krajowe
| \| \| Zdobyte trofea w rozgrywkach Włoch (stan na: 31-05-2022) \| |                                                          |      |          |
| Rozgrywki                                                         | Osiągnięcie                                              | Razy | Sezon(y) |
| Mistrzostwo                                                       | I miejsce                                                | 0    |          |
| Mistrzostwo                                                       | II miejsce                                               | 0    |          |
| Mistrzostwo                                                       | III miejsce                                              | 0    |          |
| Mistrzostwo                                                       | ?.miejsce                                                | 1    | 2022/23  |
| Puchar                                                            | zdobywca                                                 | 0    |          |
| Puchar                                                            | finalista                                                | 0    |          |
| Puchar                                                            | 1/8 finału                                               | 1    | 2022/23  |
| II liga                                                           | I miejsce                                                | 0    |          |
| II liga                                                           | II miejsce                                               | 0    |          |
| II liga                                                           | III miejsce                                              | 0    |          |
| Włochy                                                            | Zdobyte trofea w rozgrywkach Włoch (stan na: 31-05-2022) |      |          |

## Poszczególne sezony

### Rozgrywki krajowe
| \| Włochy \| Bilans występów klubu w rozgrywkach piłkarskich Włoch (Stan na 31 maja 2022 r.) \| \| |                                                                                 |        |       |   |   |   |    |    |     |            |        |        |      |
| Poziom                                                                                             | Rozgrywki                                                                       | Sezony | Mecze | Z | R | P | B+ | B– | Pkt | Lata       | Awanse | Spadki | Naj. |
| I                                                                                                  | Serie A                                                                         | 1      |       |   |   |   |    |    |     | od 2022/23 | 0      | 0      | ?    |
| II                                                                                                 | Serie B                                                                         | 0      |       |   |   |   |    |    |     |            | 0      | 0      |      |
| | Puchar Włoch                                                                    | 1      |       |   |   |   |    |    |     | od 2022/23 | 0      | 0      | 1/8  |
| | Superpuchar Włoch                                                               | 0      |       |   |   |   |    |    |     |            | 0      | 0      |      |
| Włochy                                                                                             | Bilans występów klubu w rozgrywkach piłkarskich Włoch (Stan na 31 maja 2022 r.) |        |       |   |   |   |    |    |     |            |        |        |      |

## Piłkarki oraz personel

### Aktualny skład zespołu
Stan na 27 sierpnia 2022:
| Nr | Poz. | Piłkarz             |
| -- | ---- | ------------------- |
| 1  | BR   | Alessia Capelletti  |
| 3  | OB   | Sara Caiazzo        |
| 4  | PO   | Bianca Bardin       |
| 5  | OB   | Joana Marchão       |
| 6  | PO   | Alice Benoît        |
| 7  | OB   | Antoinette Williams |
| 8  | NA   | Dalila Ippólito     |
| 9  | NA   | Valeria Pirone      |
| 10 | NA   | Marija Banušić      |
| 11 | OB   | Nora Heroum         |
| 12 | BR   | Gloria Ciccioli     |
| 14 | OB   | Ana Jelenčić        |
| 15 | OB   | Ludovica Nicolini   |
| 17 | OB   | Arianna Acuti       |
| 18 | PO   | Ludovica Silvioni   |

| Nr | Poz. | Piłkarz              |
| -- | ---- | -------------------- |
| 20 | PO   | Liucija Vaitukaitytė |
| 21 | BR   | Rebecca Tinti        |
| 22 | PO   | Emma Errico          |
| 24 | NA   | Melania Martinovic   |
| 25 | PO   | Aurora Remondini     |
| 27 | OB   | Erika Santoro        |
| 36 | NA   | Michela Cambiaghi    |
| 37 | NA   | Giulia Verrino       |
| 67 | BR   | Matilde Ravanetti    |
| 71 | PO   | Niamh Farrelly       |
| 73 | OB   | Danielle Cox         |
| 77 | OB   | Giovana Maia         |
| 82 | PO   | Gemma Puntoni        |
| 86 | NA   | Chiara Micheli       |

## Struktura klubu

### Stadion
Klub rozgrywa swoje mecze domowe na Stadio Ennio Tardini w Parmie o pojemności 22.352 widzów.

## Kibice i rywalizacja z innymi klubami

### Derby
- Sassuolo Calcio Femminile